# Critérium des Espoirs
El Critérium des Espoirs va ser una competició ciclista francesa per etapes que es disputa anualment per les carreteres del departament dels Pirineus Atlàntics i finalitzava a Sant Joan Lohitzune.
La cursa es va disputar de 2003 al 2005, i la seva última edició formà part de l'UCI Europa Tour.

## Palmarès
| Any  | Vencedor        | Segon             | Tercer             |
| ---- | --------------- | ----------------- | ------------------ |
| 2003 | Anthony Geslin  | Camille Bouquet   | Dominique Rault    |
| 2004 | Carl Naibo      | Dominique Rault   | Thomas Lövkvist    |
| 2005 | Jean Mespoulède | Christophe Rinero | Fabrice Jeandesboz |